# Copestylum fasciata
Copestylum fasciata là một loài ruồi trong họ Ruồi giả ong (Syrphidae). Loài này được Macquart mô tả khoa học đầu tiên năm 1842. Copestylum fasciata phân bố ở miền Tân bắc